# Јелена, Катарина, Марија
„Јелена, Катарина, Марија“ је српски филм из 2012. године. Режирао га је Никита Миливојевић, а сценарио су написали Душан Микља и Никита Миливојевић.
Филм је премијерно приказан на Филмском фестивалу Cinema city у Новом Саду 22. јуна 2012. године.

## Радња
Током ратова последње деценије XX века Србију је напустило више од пола милиона младих, образованих људи. Данас је Србија међу пет земаља на свету са најстаријим становништвом, са далеко већом стопом умирања него рађања. Три младе девојке из Београда - Јелена, Катарина и Марија случајно се сретну у Њујорку. Свака од њих је напустила Београд из неког свог разлога: Катарина, средином 90-их у потрази за бољим животом, Јелена је крајем 90-их побегла од бомбардовања, а Марији је током рата погинуо дечко за којег је желела да се уда, те је због тога одлучила да заувек оде из земље… У потрази за новим животом, у некој другој стварности, у којој никада нису ни сањале да могу да буду, са својим погубљеним илузијама, страховима, надама, оне траже своје место, али не могу да га нађу.

## Улоге
| Глумац           | Улога    |
| ---------------- | -------- |
| Борка Томовић    | Јелена   |
| Јелена Ступљанин | Катарина |
| Милица Зарић     | Марија   |
| Л. Џеј Мејер     | Џон      |
| МекКи Керпентер  | Келнер   |
| Дон Ризи         | Пешак    |
| Џој Белиз        | Мајка    |
| Хуан Пабло Јепез |          |
| Ендру Флајан     | Просјак  |